# スペツァッティーノ
スペツァッティーノ（Spezzatino）はイタリアの煮込み料理で、子牛、牛肉、羊肉、豚肉などの部位から作られる。地方によってさまざまなバリエーションが存在する。例えば、トスカーナ州では牛肉、ニンジン、セロリ、タマネギを使ったバリエーションが有名であり、ウンブリア州ではモントーネ（マトン）と卵のスペッツァティノが伝統的。ヌーオロではイノシシのスペッツァティーノが伝統的で、フリウリ＝ヴェネツィア・ジュリア州のスペッツァティーノは香り高いハーブと辛口の白ワインが使用されている。